# Charles d’Espinay
Charles d’Espinay (* um 1531 in Champeaux; † 12. September 1591 in Epiniac) war ein französischer Geistlicher und Poet.

## Leben
Charles d’Espinay (Despinay) stammte aus einer bretonischen Adelsfamilie, die ihren Namen vom Herrenhaus Espinay in Champeaux bei Vitré ableitet. Dort wurde er um 1531 als zweiter Sohn des Guy III. d’Espinay († 1551) und seiner Frau Anne de Goulaine geboren.
Sein älterer Bruder Jean II. d’Espinay († 1591) wurde 1575 von Karl IX. zum Marquis erhoben und führte die Familienlinie fort. Sie hatten noch weitere Geschwister: Philippine d’Espinay, Äbtissin der Abtei Saint-Georges de Rennes (1572–1583), und Louis d’Espinay († 1600), Kommendatarabt von Notre-Dame du Tronchet (1558–1567), bevor er heiratete und Herr von Yvigniac wurde. Louis’ Sohn Jean d’Espinay wurde Abt der Abtei von Saint-Méen (1592–1604). 
Als jüngerer Sohn für die geistliche Laufbahn bestimmt, wurde Charles d’Espinay Kantor an der Kathedrale von Rennes. Als Benefizien erhielt er die Priorate St-Exupère de Gahard und Notre-Dame de Bécherel, später als Bischof die Abteien Notre-Dame du Tronchet und St-Gildas-des-Bois.
1558 zum Bischof von Dol(-de-Bretagne) ernannt, nahm er als solcher – noch vor seiner Weihe – am Konzil von Trient teil, wo er mit mehreren Verhandlungen über die Ausführung der Konzilsbeschlüsse sowohl in Rom als auch am französischen Hof beauftragt wurde. Die Bischofsweihe erhielt er am 16. September 1565.
Während der Unruhen der katholischen Liga 1584–1593  rief er mit Aymar Hennequin, Bischof von Rennes, eine Versammlung ins Leben, die den Herzog von Mercœur, Philippe-Emmanuel de Lorraine, Gouverneur der Bretagne, zum Beschützer des katholischen Glaubens in der Bretagne ausrief. 1591, als sein Bruder Antoine bei der Verteidigung von Dol gefallen war, übernahm er selbst die Verteidigung seiner Bischofsstadt.
Als Bewunderer und Epigone der Pléiade (Engler, Lexikon der französischen Literatur, 1994) veröffentlichte Espinay einen Gedichtband mit dem Titel Sonnets amoureux par C. D. B. (Charles d'Espinay, Breton); Paris, Barbé, 1559. Erst die zweite Ausgabe (Robert Estienne, 1568) trägt den Namen des Autors.
Er starb am 12. September 1591 in Epiniac und wurde in der Kathedrale von Dol bestattet.

## Werke/Schriften
- Sonnets amoureux par C. D. B. (Charles d'Espinay, Breton); Paris: Barbé, 1559
- Ibid.; Robert Estienne, 1568